# Henne-Ei-Problem
Als Henne-Ei-Problem werden in der Alltagssprache unbeantwortbare Fragen bezeichnet, bei denen es darum geht, was der ursprünglichen Auslöser einer Kausalkette war, in der sich zwei Ereignistypen aufeinanderfolgend verursachen. Die Redensart „Was war zuerst da: Henne oder Ei?“ zeigt dabei das Grundmuster – Hennen legen Eier (sind deren Ursache) und sind selbst aus Eiern geschlüpft (sind also deren Folge). Mathematisch liegt ein Henne-Ei-Problem vor, wenn sich Beziehungen nicht topologisch sortieren lassen, also keine Halbordnung bilden. Oft werden Fragen nach der Ursache eines sich wiederholenden Zustands mit der Redewendung abgetan, es handele sich um ein Henne-Ei-Problem. Gemeint ist, dass sich die Suche nach einer Antwort nicht lohnt.
Soll die Metapher buchstäblich verstanden werden, so ist man auf das Phänomen der Artbildung verwiesen. Hühner als Art hatten im Laufe der Evolution Vorfahren, die selbst keine Hühner waren. Allerdings ist der biologische Artbegriff selbst unscharf, so dass es eine naturgeschichtliche Grauzone gibt. Die Redensart und die Frage sind aber älter als die Evolutionstheorie, es wäre also anachronistisch, sie vor diesem Hintergrund zu verstehen.

## Geschichte

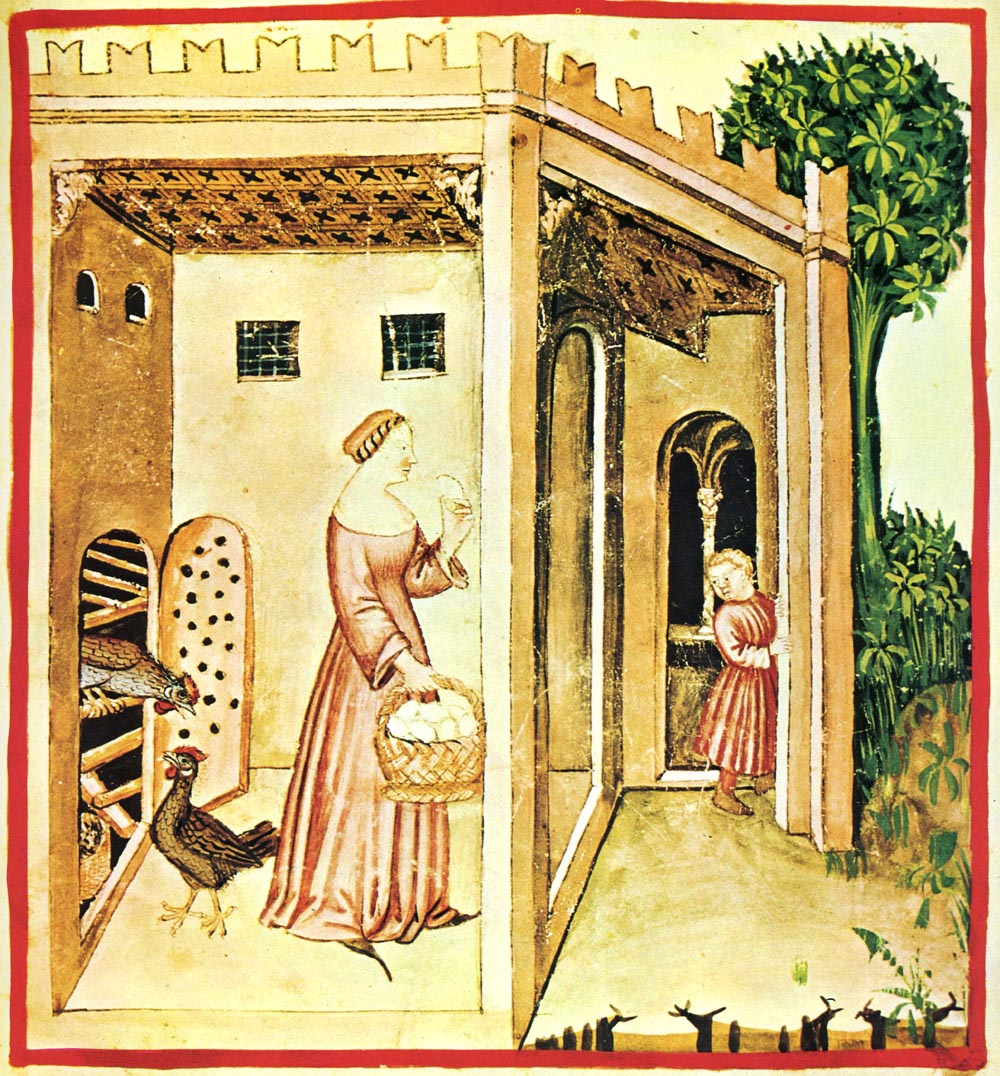
Aus dem Tacuinum Sanitatis, 14. Jahrhundert

Die Frage, ob zuerst das Ei oder die Henne gewesen sei, spielt bereits in philosophischen Erörterungen in der Antike eine Rolle. Plutarch widmet ihr ein Kapitel in seinen Tischgesprächen. In den Saturnalia des Macrobius wird die Frage ganz ähnlich behandelt.
In populären Darstellungen wird die Fragestellung gelegentlich mit Aristoteles in Verbindung gebracht, so schon bei François Fénelon oder bei Helena Petrovna Blavatsky. Dort heißt es:

„Wenn es einen ersten Menschen gegeben hat, dann musste er ohne Vater oder Mutter geboren worden sein, – was der Natur zuwiderläuft, denn es könnte kein erstes Ei gegeben haben, um Vögel zu gebären, oder es hätte einen ersten Vogel geben müssen, der Eiern den Anfang gab; denn der Vogel kommt aus einem Ei.“

## Anwendungsbereiche

### Philosophie
Immanuel Kant beschreibt vergleichbare Problematiken abstrakt in den Antinomien der reinen Vernunft und stellt heraus, dass sich gerade hier die Grenzen des Verstandes zeigen.
In der Logik steht das Henne-Ei-Problem als Metapher und hinterfragt, ob es eine letzte Begründung gibt, also einen „Grund an sich“, wie es Arthur Schopenhauer formuliert. Als Beispiel wird bei Schopenhauer das Fallen eines Gegenstandes genannt. Warum fällt ein Stein herunter? Jede Antwort, z. B. hier „Wegen der Anziehungskraft“, kann sofort weiter hinterfragt werden: „Warum gibt es eine Anziehungskraft?“ usw. Das, was hier auf den ersten Blick nach der Frage nach dem Grund aussieht, ist in Wahrheit nur die Frage nach der Ursache.
Der Unterschied zwischen Ursache und Grund wird deutlich, wenn man sich klarmacht, dass eine Ursache immer nur in einer Kausalkette mit Zeitschiene denkbar ist. Der Grund ist nur dann einer, wenn er das Fundament bildet und nicht selbst Folge von etwas ist. Ausführlich wird das Problem in Über die vierfache Wurzel des Satzes vom zureichenden Grunde von Schopenhauer dargestellt.
In der Ethik steht das Henne-Ei-Problem in der Nachbarschaft zum Tautologie-Problem in der (fehlenden) Begründbarkeit ethischen Handelns, die in einem Zirkelschluss endet oder sich aus sich selbst begründet.
In der zeitgenössischen Philosophie berühren die Frage nach einer Letztbegründung sowie die Problemstellung des Münchhausen-Trilemmas das Henne-Ei-Problem.

### Rhetorik
Die Henne-Ei-Metapher kann ein rhetorisches Mittel in einer Auseinandersetzung sein.

### Biologie

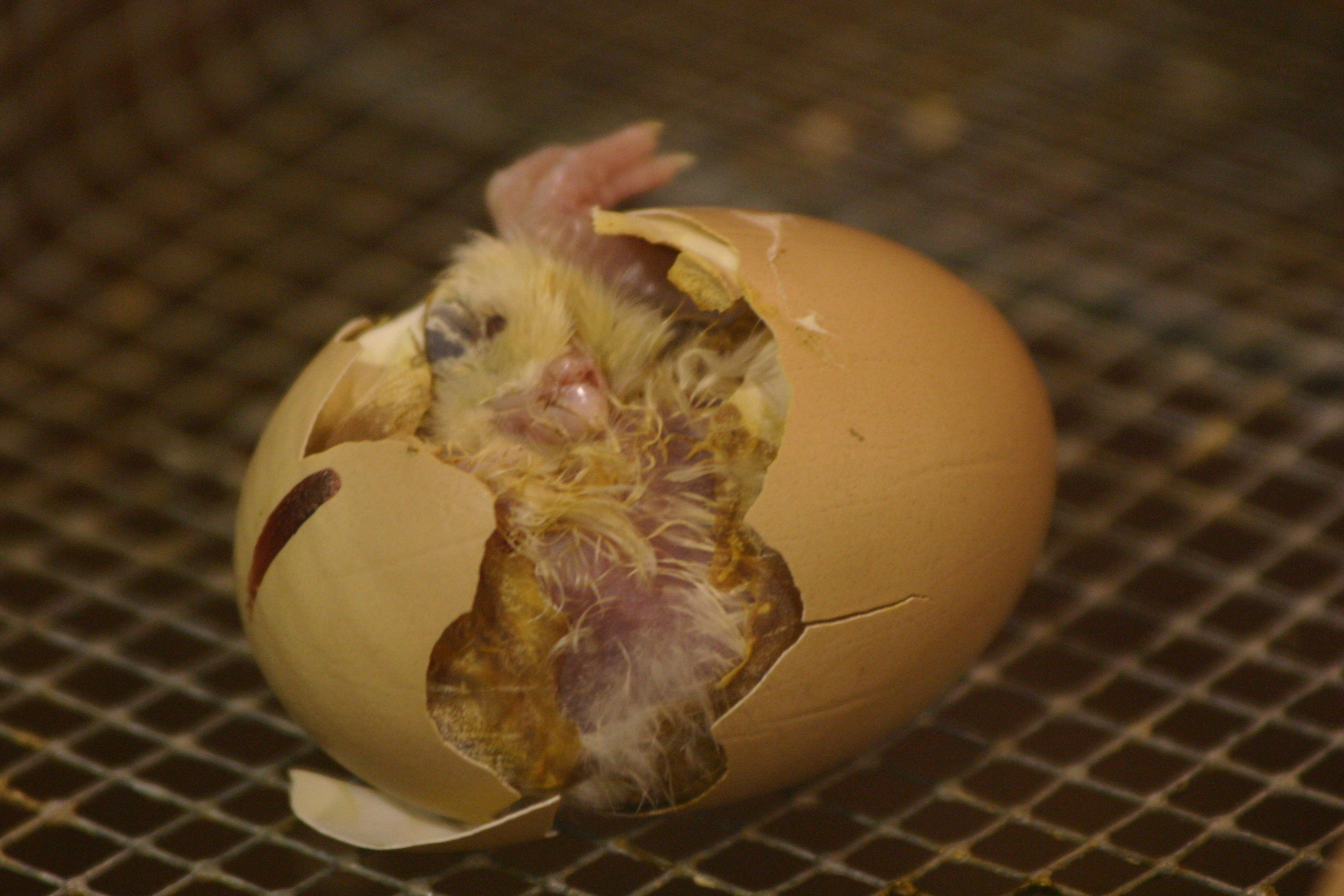
Noch Ei oder schon Küken?

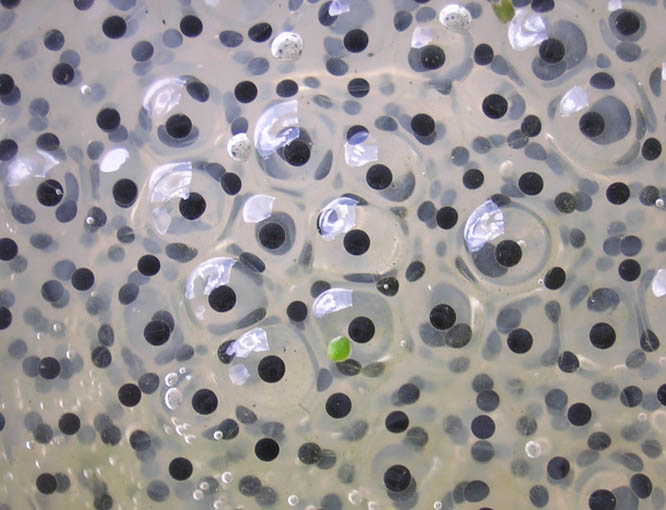
Froschlaich: Eier ohne Schale

Als Charles Darwin seine Evolutionstheorie als Begründung für die Entwicklung der unterschiedlichen Lebensformen auf der Erde propagierte und diese Vorstellung sich in der Wissenschaft und im Laufe des 20. Jahrhunderts allmählich auch in der theologischen Lehrmeinung immer mehr durchzusetzen begann, wurde die Frage, was zuerst da war, die Henne oder das Ei, vor dem Hintergrund der Evolutionstheorie gestellt.
Die konkrete Frage nach der Herkunft des Tieres Huhn stellt allerdings aus heutiger wissenschaftlicher Sicht kein Henne-Ei-Problem mehr dar, da es sich evolutionär entwickelt hat, also im biologischen Sinn weder ein „erstes Huhn“ noch ein „erstes Hühnerei“ existierte, sondern die Generationenfolge an sich, durch viele kleine Anpassungen, zur heutigen „Henne-Ei-Generationenfolge“ wurde. Diese Sichtweise ist auch auf die metaphorische Verwendung anwendbar.
Nach heutiger wissenschaftlicher Sicht entwickelten sich die Vorfahren der Landwirbeltiere, zu denen auch das Huhn gehört, durch einen Landgang aus süßwasserlebenden Knochenfischen, die sich mittels Laich vermehrten. Zwischen dem Laich der Knochenfische und dem heutigen Ei gab es eine Zwischenform der Lebendgeburten in einer Plazenta. Im Laufe der Entwicklung bildeten sich um die Plazenta dickere Melanin-Häute, die Vorläufer der Schale, die den neuen Umweltbedingungen an Land, jedoch noch nahe dem Wasser, trotzen konnten. So entstanden durch viele Veränderungen aus Laich Eier mit Schalen. Die Schale der Amnioten-Eier schützte im Binnenland den Embryo vor Austrocknung. Die Fragestellung reduziert sich also evolutionär auf die Frage: Was war zuerst: Der Fisch oder der Laich? usw. bis hin zu den molekularen Vorgängen, die die Reproduktion der Lebewesen bewirken.
Die Fragestellung taucht in der Biologie erst im Zusammenhang mit der Entschlüsselung der Details der Entstehung des Lebens in der zweiten Hälfte des 20. Jahrhunderts als präbiotisches Henne-Ei-Problem wieder auf:
Heutiges Leben beruht sowohl auf Proteinen, die als Katalysatoren für die RNA-Replikation benötigt werden, als auch auf RNA, die die Protein-Synthese aus Aminosäuren steuert. Für die Synthese der Nukleinsäuren werden in den einfachsten heute bekannten Zellen mehr als hundert Enzyme (also Proteine) gebraucht. Zur Proteinbiosynthese wird in den Zellen wiederum die genetische Information benötigt, die auf der DNA abgelegt ist. Welcher der beiden Molekültypen sollte zuerst entstanden sein? Ohne die gleichzeitige Existenz von Proteinen und Nukleinsäuren kommen heutige Lebensprozesse nicht aus.
Heute wird meist die RNA-Welt als elegante Erklärung angesehen. Besonders die Entdeckung der Fähigkeit von RNA-Molekülen, andere RNA-Moleküle zu katalysieren (Thomas R. Cech, Sidney Altman, Nobelpreis für Chemie 1989), ist hier von Bedeutung. Dadurch wurde klar, dass RNA, welche sowohl katalysierende Eigenschaften wie die Proteine als auch informationsspeichernde Fähigkeiten wie die DNA besitzt, das Potential zur Selbstreplikation besitzt; RNA-Moleküle sind als „Alleskönner“ Henne und Ei in einem. Unterstützt werden solche Vorstellungen von der Entdeckung der enzymfreien Selbstreplikation von kurzen Nukleinsäuren (Kiedrowski, 1986) sowie mehrerer anderer selbstreplizierender Systeme (darunter auch Peptidsysteme). Hier sind wiederum besonders solche Replikations-Systeme mit nahezu exponentiellem Wachstum von Bedeutung, da diese Eigenschaften für die weitere Evolvierbarkeit der Systeme, letztlich hin zu zellulärem Leben, wichtig ist. Auch die Entdeckung, dass PNA oder TNA als mögliche RNA-Vorläufermoleküle für Entstehung der RNA-Welt von Bedeutung sein können, unterstützt diese Vorstellung.

### Religion
Die meisten Religionen erklären die Welt als göttliche Schöpfung. So galt bis weit ins 19. Jahrhundert hinein in der christlichen Welt die Schöpfungsgeschichte im 1. Buch Mose (Genesis), mit der der Kanon der Bibel beginnt, als weithin akzeptiertes Modell der Entstehung des Lebens auf der Erde. Für die christlichen Kirchen und die meisten Menschen hatte Gott alle Arten von Tieren geschaffen und damit auch die Henne. Nach der Begattung durch den ersten Hahn legte die Henne das erste Ei, aus dem dann der erste Nachwuchs in Form von Hühnerküken schlüpfte. Mit derselben Begründung wurde auch argumentiert, dass Adam und Eva wohl keinen Bauchnabel hatten. Ein „Henne-Ei-Problem“ existierte damit noch gar nicht.
Heute noch an dieser traditionellen Sichtweise festhaltende Vorstellungen werden als kreationistisch bezeichnet. Ähnliche Argumentationslinien findet man heute auch im islamischen Umfeld bei der Rezeption von naturwissenschaftlichen Erkenntnissen.
In der jüdischen und christlichen Tradition galt die Frage als gelöst. Nach dem biblischen Schöpfungsbericht erschuf Gott Fische und Vögel:

„Gott segnete sie und sprach: Seid fruchtbar und vermehrt euch und bevölkert das Wasser im Meer und die Vögel sollen sich auf dem Land vermehren.“

Damit war das Problem nur für diejenigen gelöst, die den biblischen Schöpfungsbericht akzeptierten. Johann Wolfgang von Goethe sinnierte:

„War die Henne zuerst? oder war das Ei vor der Henne? Wer dies Rätsel erlöst, schlichtet den Streit um den Gott.“

### Wirtschaft
In der Wirtschaft steht das Henne-Ei-Problem für die Problematik, dass für manche Produkte oder Dienstleistungen auf dem Markt weder Angebot noch Nachfrage besteht und beides gleichzeitig geschaffen werden muss.

### Systemtheorie
Paul Watzlawick et al. übertragen die Interpunktion aus der Kommunikationswissenschaft in die Psychologie und verwenden es zur Erklärung von Henne-Ei-Problemen in der Interaktion. Das erläutern sie unter anderem am Beispiel des Rüstungswettlaufs: die Kreisförmigkeit der Interaktion einander feindlich gegenüberstehender Staaten oder Staatengemeinschaften macht es „oft praktisch unmöglich zu entscheiden, ob eine bestimmte Handlung a die Ursache oder die Folge einer Handlung b der anderen Seite ist. […] In der eigenen Sicht fasst natürlich jede Partei ihre eigenen Handlungen als durch die Handlungen der anderen Seite bedingt und provoziert auf; von außen her und im Gesamtzusammenhang gesehen, erweist sich aber jede Aktion der einen Partei als Auslöser einer Reaktion der anderen, und diese Reaktion wird dann die Ursache dafür, was die erste Seite ‚lediglich‘ als ihre Reaktion betrachtet“.

## Verwandte Themen
- Der Zirkelschluss in der Logik.
- Eine zyklische Kausalkette mit ungünstigen Auswirkungen bezeichnet man umgangssprachlich als Teufelskreis.
- Das Bootstrapping-Problem: Ein Compiler ist ein Programm, welches den Programmcode in ein ausführbares Programm verwandelt. Wie kompiliert man aber den Programmcode für einen Compiler, wenn noch kein Compiler zur Verfügung steht?
- Das Lied Ein Loch ist im Eimer beschreibt ein Problem, dessen Lösung vorauszusetzen scheint, dass es bereits gelöst ist.
- Das Münchhausen-Trilemma